# Chó sục Parson Russell
Chó sục Parson Russell là một giống chó săn nhỏ màu trắng, có nguồn gốc chính thức từ giống Chó sục cáo trong thế kỷ 18. Giống chó này được đặt theo tên của người đã tạo ra loại chó này, Mục sư John "Jack" Russell. Nó là sự thể hiện sự đa dạng được công nhận của Chó sục Jack Russell và lần đầu tiên được công nhận vào năm 1990 tại Vương quốc Anh dưới cái tên Chó sục Parson Russell. Ở Hoa Kỳ, lần đầu tiên nó được công nhận với cái tên Chó sục Jack Russell vào năm 1997. Tên này đã được đổi thành cái tên hiện nay, Chó sục Parson Russell vào năm 1999 ở Anh và vào năm 2008 tất cả các câu lạc bộ chăm sóc quốc tế đều công nhận nó dưới cái tên mới.

## Tính cách
Chó sục Parson Russell là một loại chó sục hăm hở và tràn đầy năng lượng. Chúng nổi trội trong các môn thể thao dành cho chó như là bắt bóng hoặc các môn thể thao đòi hỏi tốc độ. Do đó, cần phải tập thể dục cho giống chó này nhiều nhằm ngăn cản chúng trở nên chán nản và phá hoại trong nhà. Chúng có thể phù hợp để sống với trẻ em nhưng vì chúng có tính khí của giống chó sục điển hình, chúng sẽ không chịu đựng được cách xử lý cứng rắn từ chủ. AKC mô tả chúng là một giống chó có đầu óc, ngoan cường và can đảm khi làm việc, trong khi ở nhà, chúng có thể cởi mở, vui tươi và trìu mến. Tuy nhiên, việc cho chó giống loại này giúp việc là điều bất thường, chẳng hạn như săn cáo, việc điển hình của một con chó sục lông trắng có thân hình nhỏ nhắn, vì thế, giống chó này chỉ là giống chó phù hợp cho vị trí dự bị.